# Eventi mentali
Eventi mentali (Mental Events) è un saggio del filosofo Donald Davidson pubblicato nel 1970 a Londra (ripubblicato ad Oxford nel 1980). La tesi centrale è che tra eventi mentali e mondo fisico non c'è una vera tensione e che si possa quindi parlare di monismo anomalo: monismo in quanto il livello mentale e quello fisico non sono distinti; anomalo in quanto il livello mentale non è soggetto a rigorose leggi fisiche (per falsa etimologia, da "a/alfa privativo + homalos = regolare", oppure "a + nomos = legge").
Davidson ritiene che la tensione tra dipendenza causale e il carattere anomalo degli eventi mentali sia solo presunta, e in particolare figlia di tre principi:
1. Principio d'interazione causale: almeno alcuni eventi mentali interagiscono causalmente con eventi fisici.
2. Principio del carattere nomologico della causalità: dove c'è causalità deve esserci una legge (gli eventi che stanno in relazione di causa ed effetto ricadono sotto leggi strettamente deterministiche).
3. Principio dell'anomalia del mentale: non esistono leggi deterministiche per gli eventi mentali.

Presi congiuntamente, i principi 1 e 2 sembrano porsi in contraddizione con 3. Davidson sostiene però che, data la natura olistica del mentale, non possono darsi leggi del mentale rigorose come quelle del fisico. La mente infatti è un insieme di credenze che acquistano significato e valore solo se poste in relazione con l'insieme totale delle credenze. Tale proprietà è del tutto assente dal mondo fisico, o comunque conduce a una diversità e non riducibilità nomologica completa del mentale al fisico.
Dopo aver esposto tali principi il saggio si divide in tre parti:
- La prima parte descrive una versione della teoria dell'identità del mentale e del fisico che mostra come si possono riconciliare i tre principi.
- La seconda parte argomenta che non possono esservi leggi psicofisiche rigorose.
- La terza parte tenta di dimostrare che dal fatto che non possono esserci leggi psicofisiche rigorose, e dagli altri due principi, si può inferire la verità di una versione della teoria dell'identità, ossia una teoria che identifica almeno alcuni eventi mentali con eventi fisici.

## Edizioni
- "Mental Events", in Experience and Theory, a cura di L. Foster e J. W. Swanson, Amherst, University of Massachusetts Press, 1970, pp. 79-101; ristampato in Donald Davidson, Essays on Actions and Events, Oxford, Clarendon Press, 1980, pp. 207-227
- "Eventi mentali", trad. italiana di R. Brigati, in Donald Davidson, Azioni ed eventi, Bologna, il Mulino, 1992, pp. 285-307.